# Zaplethocornia procurator
Zaplethocornia procurator är en stekelart som först beskrevs av Johann Ludwig Christian Gravenhorst 1820.  Zaplethocornia procurator ingår i släktet Zaplethocornia och familjen brokparasitsteklar. Arten är reproducerande i Sverige. Utöver nominatformen finns också underarten Z. p. asiaminor.